# Les Trois Soldats (Gordes)
Pour les articles homonymes, voir Les Trois Soldats.
« Les Trois Soldats » est l'appellation donnée par le Tourisme à une cabane et deux pigeonniers en pierre sèche construits vers 1870 à Gordes  dans le département français de Vaucluse en région Provence-Alpes-Côte d'Azur.

## Situation
Ce pittoresque ensemble d'édifices en pierre sèche est situé au lieudit Saint-Eyries sur la commune de Gordes dans le département de Vaucluse (84), en bordure de la D. 2 entre Cavaillon et Saint-Saturnin-lès-Apt.

## Période de construction
Mis en vedette dès les années 1950-1960 par les cartes postales, il fut signalé pour la première fois dans la bibliographie de ce type d'édifices par l'ethnologue provençal Pierre Martel. Celui-ci en attribue la paternité architecturale à « un certain Imbert, dit lou Dôle (Isidore probablement) », un siècle plus tôt, soit sous le Second Empire, l'auteur écrivant en 1967,

## Fonctions
L'ensemble se trouve en bordure d'un flanc de colline anciennement aménagé en larges terrasses de culture, face au Sud. La bâtisse centrale avance légèrement par rapport aux deux autres, auxquelles elle est rattachée par un petit mur couronnées de pierres de posées de chant. À en juger d'après la forme et les aménagements fonctionnels, le bâtiment central est un abri de paysan tandis que les bâtiments qui l'encadrent sont des pigeonniers, aisément reconnaissables à leur dispositif d'envol au-dessus du linteau de l'entrée : au fond d'un vide rectangulaire, une dalle en molasse calcaire posée de chant est percée de deux trous au carré pour le passage des volatiles

## Architecture
Si les édifices ont tous le même plan circulaire (diamètre intérieur : 1,70 m, 1,90 m, 1,90 m de droite à gauche), les élévations diffèrent : cylindre surmonté d'une ogive ramassée pour l'abri paysan (haut. ext. : 3,05 m, épi non compris), cylindre surmonté d'un cône élancé pour les pigeonniers (haut. ext. : 3,40 m, épi non compris). Entre cylindre et ogive ou cône, aucun hiatus, le passage se faisant insensiblement de l'un à l'autre. Un épi taillé en forme de pion de jeu d'échecs vient coiffer chaque édifice (les épis sur les pigeonniers ne sont pas d'origine, il s'agit de sculptures faites après le vol des originaux; le sculpteur leur a donné une base circulaire alors qu'ils avaient une base carrée).

## Matériaux
Pour la construction, le bâtisseur a fait appel à des pierres calcaires plates pour les parois verticales et le revêtement des couvrements, à des pierres de taille en molasse calcaire pour les piédroits du pigeonnier, à de grandes dalles plates, taillées à la courbe, pour les linteaux. 
Le linteau de la cabane, n'étant pas soulagé par un quelconque système de décharge, a été choisi beaucoup plus épais que les linteaux des pigeonniers. Les côtés de l'entrée sont confectionnés en pierres plates et beurrés avec du mortier. 
Les pierres plates ou lauses du revêtement des parties supérieures des édifices sont inclinées vers l'extérieur pour le rejet des eaux.

## Qualité esthétique
Par sa qualité d'exécution, sa composition symétrique et sa fonctionnalité bien pensée, l'ensemble a tout ce qu'il faut pour être un des hauts lieux de l'architecture de pierre sèche de la Provence.